# Liste de films tournés dans le département de la Savoie
Un certain nombre d'œuvres cinématographiques et télévisuelles ont été tournés dans le département de la Savoie.
Voici une liste à compléter de films, téléfilms, feuilletons télévisés, films documentaires… tournés dans le département de la Savoie, classés par commune, lieu de tournage et date de diffusion.
- Haut – A
- B
- C
- D
- E
- F
- G
- H
- I
- J
- K
- L
- M
- N
- O
- P
- Q
- R
- S
- T
- U
- V
- W
- X
- Y
- Z

## Localité(s) à préciser
- Vide pour le moment

## A
- Haut – A
- B
- C
- D
- E
- F
- G
- H
- I
- J
- K
- L
- M
- N
- O
- P
- Q
- R
- S
- T
- U
- V
- W
- X
- Y
- Z

- Aiguebelette
  - 1993 : L'Écrivain public de Jean-François Amiguet[1]
  - 2005 : La vie est à nous ! de Gérard Krawczyk

- Aillon-le-Jeune
  - 2002 : Sur le bout des doigts d'Yves Angelo

- Aiton
  - 1996 : Fallait pas !... de Gérard Jugnot[2]
  - 1996 : Mon homme de Bertrand Blier (Centre pénitentiaire)

- Aix-les-Bains
  - 1960 : Le Gigolo de Jacques Deray
  - 1993 : L'Écrivain public de Jean-François Amiguet
  - 1996 : L'Élève d'Olivier Schatzky[3]
  - 1997 : Rien ne va plus de Claude Chabrol
  - 1997 : La Divine Poursuite de Michel Deville
  - 1999 : Rien sur Robert de Pascal Bonitzer
  - 2000 : Le Pique-nique de Lulu Kreutz de Didier Martiny
  - 2001 : Mademoiselle de Philippe Lioret
  - 2002 : L'Été rouge feuilleton télévisé de Gérard Marx
  - 2005 : La vie est à nous ! de Gérard Krawczyk
  - 2005 : Mon petit doigt m'a dit... de Pascal Thomas
  - 2007 : Pur Week-end d'Olivier Doran
  - 2009 : Le Dernier pour la route de Philippe Godeau
  - 2012 : Associés contre le crime de Pascal Thomas
  - 2017 : Django d'Étienne Comar
  - 2021 : Le Saut du diable téléfilm de Abel Ferry

- Albertville
  - 2000 : Les rivières pourpres, de Mathieu Kassovitz
  - 2003 : Snowboarder, d'Olias Barco
  - 2020 : Rouge de Farid Bentoumi
- Arcs (Les)
  - 2020: Slalom de Charlène Favier

- Arêches-Beaufort
  - 1987 : Agent trouble, de Jean-Pierre Mocky[4]
  - 2008 : Coupable, de Laetitia Masson[4]
  - 2008 : La Jeune Fille et les Loups, de Gilles Legrand[4]
  - 2013 : De toutes mes forces, de Nils Tavernier[4]

- Aussois
  - 1956 : La Meilleure Part, film d'Yves Allégret
  - 1971 : L'Homme d'Orlu, téléfilm de Jacques Krier
  - 1972 : La Paroi, téléfilm de Jean-Paul Le Chanois
  - 2003 : Rencontre avec le dragon, film d'Hélène Angel
  - 2009 : Vertige, film d'Abel Ferry
  - 2011 : Toussaint Louverture, téléfilm de Philippe Niang
  - 2013 : Belle et Sébastien, film de Nicolas Vanier
  - 2021 : Le Saut du diable, téléfilm d'Abel Ferry

- Avrieux
  - 2000 : Les Rivières pourpres, de Mathieu Kassovitz
  - 2021 : Le Saut du diable téléfilm de Abel Ferry

## B
- Haut – A
- B
- C
- D
- E
- F
- G
- H
- I
- J
- K
- L
- M
- N
- O
- P
- Q
- R
- S
- T
- U
- V
- W
- X
- Y
- Z

- Bonneval-sur-Arc
  - 1983 : La Trace de Bernard Favre

- Lac du Bourget
  - 1931 : Hardi les gars ! de Maurice Champreux
  - 2002 : L'Été rouge série télévisée de Gérard Marx
  - 2005 : Mon petit doigt m'a dit... de Pascal Thomas
  - 2008 : Coupable de Laetitia Masson
  - 2008 : Le crime est notre affaire de Pascal Thomas
  - 2009 : Le Dernier pour la route de Philippe Godeau

- Bourg-Saint-Maurice
  - 2005 : Mon petit doigt m'a dit... de Pascal Thomas[5]
  - 2012 : Les Revenants série télévisée de Fabrice Gobert
  - 2020: Slalom de Charlène Favier

- Bozel
  - 2007 : Pur Week-end d'Olivier Doran

- Brides-les-Bains
  - 2012 : Mince alors ! de Charlotte de Turckheim

- Brison-Saint-Innocent
  - 2012 : David et Madame Hansen d'Alexandre Astier

## C
- Haut – A
- B
- C
- D
- E
- F
- G
- H
- I
- J
- K
- L
- M
- N
- O
- P
- Q
- R
- S
- T
- U
- V
- W
- X
- Y
- Z

- Challes-les-Eaux
  - 1996 : For Ever Mozart de Jean-Luc Godard
  - 1996 : Fallait pas !... de Gérard Jugnot

- Chambéry
  - 1981 : Allons z'enfants d'Yves Boisset
  - 1985 : L'Effrontée de Claude Miller
  - 1993 : Le Pays des sourds de Nicolas Philibert
  - 1993 : L'Écrivain public de Jean-François Amiguet
  - 1996 : Fallait pas !... de Gérard Jugnot
  - 1997 : C'est pour la bonne cause de Jacques Fansten
  - 2000 : L'Affaire Marcorelle de Serge Le Péron
  - 2001 : Mademoiselle de Philippe Lioret
  - 2002 : Sur le bout des doigts d'Yves Angelo
  - 2007 : Pur Week-end d'Olivier Doran
  - 2008 : L'été indien de Alain Raoust

- Champagny-en-Vanoise
  - 2007 : Pur Week-end d'Olivier Doran

- Chindrieux
  - 2004 : Le Clan de Gaël Morel
  - 2008 : Le crime est notre affaire de Pascal Thomas[6]
  - 2012 : Associés contre le crime de Pascal Thomas

- Crest-Voland
  - 2008 : Le crime est notre affaire de Pascal Thomas

## F
- Haut – A
- B
- C
- D
- E
- F
- G
- H
- I
- J
- K
- L
- M
- N
- O
- P
- Q
- R
- S
- T
- U
- V
- W
- X
- Y
- Z

- Francin
  - 2005 : Mon petit doigt m'a dit... de Pascal Thomas[7]

## G
- Haut – A
- B
- C
- D
- E
- F
- G
- H
- I
- J
- K
- L
- M
- N
- O
- P
- Q
- R
- S
- T
- U
- V
- W
- X
- Y
- Z

- La Giettaz
  - 1999 : La Guerre dans le haut pays

- Col du Galibier
  - 1932 : Enlevez-moi de Léonce Perret

- Grand-Aigueblanche
  - 2020 : Rouge de Farid Bentoumi

- Granier
  - 1952 : Alpages d'Armand Chartier

## I
- Haut – A
- B
- C
- D
- E
- F
- G
- H
- I
- J
- K
- L
- M
- N
- O
- P
- Q
- R
- S
- T
- U
- V
- W
- X
- Y
- Z

- Col de l'Iseran
  - 2007 : Pur Week-end d'Olivier Doran

## L
- Haut – A
- B
- C
- D
- E
- F
- G
- H
- I
- J
- K
- L
- M
- N
- O
- P
- Q
- R
- S
- T
- U
- V
- W
- X
- Y
- Z

- La Léchère
  - 2020 : Rouge de Farid Bentoumi (usine Carbone Savoie)

- La Plagne
  - 2004 : Malabar Princess de Gilles Legrand

- La Rosière
  - 2008 : L'été indien de Alain Raoust

- Landry
  - 2008 : L'été indien de Alain Raoust

- Le Chatelard
  - 2005 : Mon petit doigt m'a dit... de Pascal Thomas

- Lépin-le-Lac
  - 2014 : Tristesse Club de Vincent Mariette

- Les Trois Vallées
  - 1984 : La Vengeance du serpent à plumes de Gérard Oury

## M
- Haut – A
- B
- C
- D
- E
- F
- G
- H
- I
- J
- K
- L
- M
- N
- O
- P
- Q
- R
- S
- T
- U
- V
- W
- X
- Y
- Z

- Vallée de la Maurienne
  - 2003 : Rencontre avec le dragon de Hélène Angel
  - 2021 : Le Saut du diable téléfilm de Abel Ferry

- Méribel
  - 1988 : L'Étudiante de Claude Pinoteau
  - 2008 : Le Nouveau Protocole de Pascal Thomas
  - 2012 : Possessions d'Éric Guirado

- Modane
  - 1956 : La Meilleure Part d'Yves Allégret

- Col du Mont-Cenis
  - 1995 : Krim d'Ahmed Bouchaala
  - 2007 : Anna M. de Michel Spinosa

- Lac du Mont-Cenis
  - 2003 : Michel Vaillant de Louis-Pascal Couvelaire[8]

- Montmélian
  - 1996 : Fallait pas !... de Gérard Jugnot

## N
- Haut – A
- B
- C
- D
- E
- F
- G
- H
- I
- J
- K
- L
- M
- N
- O
- P
- Q
- R
- S
- T
- U
- V
- W
- X
- Y
- Z

- Novalaise
  - 2005 : La vie est à nous ! de Gérard Krawczyk

## P
- Haut – A
- B
- C
- D
- E
- F
- G
- H
- I
- J
- K
- L
- M
- N
- O
- P
- Q
- R
- S
- T
- U
- V
- W
- X
- Y
- Z

- Peisey-Nancroix
  - 2008 : L'été indien de Alain Raoust
  - 2009 : Sommeil blanc de Jean-Paul Guyon

- Pralognan-la-Vanoise
  - 2016 : Un traître idéal de Susanna White

## R
- Haut – A
- B
- C
- D
- E
- F
- G
- H
- I
- J
- K
- L
- M
- N
- O
- P
- Q
- R
- S
- T
- U
- V
- W
- X
- Y
- Z

- Mont Revard
  - 1951 : L'Auberge rouge de Claude Autant-Lara

- Rochefort
  - 2005 : La vie est à nous ! de Gérard Krawczyk

## S
- Haut – A
- B
- C
- D
- E
- F
- G
- H
- I
- J
- K
- L
- M
- N
- O
- P
- Q
- R
- S
- T
- U
- V
- W
- X
- Y
- Z

- Saint-Alban-Leysse
  - 1996 : Fallait pas !... de Gérard Jugnot

- Saint-Bon-Tarentaise
  - 1981 : Beau-père de Bertrand Blier
  - 1983 : La Femme de mon pote de Bertrand Blier
  - 2007 : Pur Week-end d'Olivier Doran
  - 2017 : Mes trésors de Pascal Bourdiaux

- Sainte-Foy-Tarentaise
  - 1983 : La Trace de Bernard Favre
  - 1996 : Fallait pas !... de Gérard Jugnot
- Saint-Jean-de-Maurienne
  - 2022: La Nuit du 12 de Dominik Moll

- Saint-Nicolas-la-Chapelle
  - 2008 : Le crime est notre affaire de Pascal Thomas

- Sainte-Marie-d'Alvey
  - 2009 : Le Dernier pour la route de Philippe Godeau

- Col des Saisies
  - 2011 : Intouchables d'Olivier Nakache et Éric Toledano

## T
- Haut – A
- B
- C
- D
- E
- F
- G
- H
- I
- J
- K
- L
- M
- N
- O
- P
- Q
- R
- S
- T
- U
- V
- W
- X
- Y
- Z

- Tignes
  - 1966 : Le Grand Restaurant de Jacques Besnard
  - 1988 : Le Grand Bleu de Luc Besson[9]
  - 2003 : Taxi 3 de Gérard Krawczyk
  - 2004 : À boire de Marion Vernoux
  - 2012 : Les Revenants série télévisée de Fabrice Gobert
  - 2020: Slalom de Charlène Favier

- Tours-en-Savoie
  - 2007 : Pur Week-end d'Olivier Doran

## V
- Haut – A
- B
- C
- D
- E
- F
- G
- H
- I
- J
- K
- L
- M
- N
- O
- P
- Q
- R
- S
- T
- U
- V
- W
- X
- Y
- Z

- Val-d'Isère
  - 1966 : Le Grand Restaurant de Jacques Besnard
  - 1979 : Les bronzés font du ski de Patrice Leconte
  - 1996 : Fallait pas !... de Gérard Jugnot
  - 2003 : Taxi 3 de Gérard Krawczyk
  - 2004 : À boire de Marion Vernoux
  - 2020: Slalom de Charlène Favier
- Villarembert
  - 2023: Anatomie d'une chute de Justine Triet

- Valloire
  - 1939 : Sidi-Brahim de Marc Didier[10]

- Parc de la Vanoise
  - 2003 : Rencontre avec le dragon de Hélène Angel
  - 2021 : Le Saut du diable téléfilm de Abel Ferry

- Verel-de-Montbel
  - 2005 : La vie est à nous ! de Gérard Krawczyk

- Villarodin-Bourget
  - 2021 : Le Saut du diable téléfilm de Abel Ferry

- Villaroger
  - 1996 : Fallait pas !... de Gérard Jugnot

- Viviers-du-Lac
  - 2009 : Le Dernier pour la route de Philippe Godeau

## Y
- Haut – A
- B
- C
- D
- E
- F
- G
- H
- I
- J
- K
- L
- M
- N
- O
- P
- Q
- R
- S
- T
- U
- V
- W
- X
- Y
- Z

- Yenne
  - 1928 : Maldone de Jean Grémillon